# Manisaspor Kulübü 2012-2013

## Rosa
| N. |                    | Ruolo | Calciatore     |
| -- | ------------------ | ----- | -------------- |
| 1  | Turchia (bandiera) | P     | Nuri Ceylan    |
| 3  | Turchia (bandiera) | D     | Ismail Dinler  |
| 5  | Turchia (bandiera) | D     | Hüseyin Tok    |
| 8  | Turchia (bandiera) | C     | Gökay Iravul   |
| 9  | Brasile (bandiera) | A     | Kahê           |
| 11 | Turchia (bandiera) | A     | Murat Tosun    |
| 13 | Turchia (bandiera) | A     | Tuncay Süren   |
| 16 | Turchia (bandiera) | P     | Volkan Babacan |
| 18 | Austria (bandiera) | D     | Benjamin Fuchs |
| 19 | Turchia (bandiera) | A     | Cem Sultan     |
| 20 | Turchia (bandiera) | C     | Tolga Ulusoy   |

| N. |                    | Ruolo | Calciatore         |
| -- | ------------------ | ----- | ------------------ |
| 22 | Turchia (bandiera) | D     | Hikmet Balioğlu    |
| 24 | Austria (bandiera) | P     | Ihsan Poyraz       |
| 39 | Turchia (bandiera) | A     | Murat Gürbüzerol   |
| 45 | Turchia (bandiera) | C     | Eray Ataseven      |
| 61 | Turchia (bandiera) | C     | Bülent Cevahir     |
| 88 | Turchia (bandiera) | C     | Bekir Yılmaz       |
| 89 | Turchia (bandiera) | A     | Hasan Ali Durtuluk |
| 91 | Turchia (bandiera) | D     | Ali Okur           |
| 93 | Turchia (bandiera) | A     | Hakan Turan        |
|    | Polonia (bandiera) | C     | Maciej Iwański     |
|    | Turchia (bandiera) | C     | Can Balci          |